# Hišica v cvetju
Hišica v cvetju je zbirka kratke proze Ivana Sivca izdana pri Založbi Karantanija leta 2004. Ilustriral jo je Uroš Hrovat.

## Analiza
Literarno delo Hišica v cvetju je kratka proza v kateri avtor zgodbo zasnuje v vsakodnevnem življenju srečne in smešne družine Erjavec. Zgodbo pripoveduje ena od glavnih književnih oseb, Tina Erjavec, kot vsevedni pripovedovalec. Glavni literarni liki, so člani družine Erjavec Oče Janez, mama Maša ter njun devetletni sin Jernej največkrat poimenovan kar Nejc in trinajstletna hčerka Tina. Njihov osrednji motiv je vztrajnost in želja po novi, lepši hiši, kar pa jim povzroči ne malo težav, predvsem denarnih, ki jih s skupnimi močmi rešijo. Literarnemu delu dajejo polnost in zanimivost stranski literarni liki, ki so: sosed in soseda, zidarji in zidarja (Flori in Zdravko), arhitektka in arhitekti, električar Franc, harmonikar Lojze, gospod Agassi, družinska prijateljica Vladka, mizar, avstrijski izdelovalec vrtnih ploščic, vodovodar, centralnar ter ostali delavci. Zgodba se večino časa dogaja v naselju, ker živi družina Erjavec, dogajalni čas pa je pomlad leta 2003, od 8. marca do šolskih poletnih počitnic.

## Vir
- Sivec, Ivan: Hišica v cvetju. Ljubljana: Karantanija, 2004 (COBISS)